# Probyn Vivian Marsh
Probyn Vivian Marsh (* 11. August 1928 in Gayle, Saint Mary Parish) ist ein ehemaliger jamaikanischer Diplomat.

## Leben
Probyn Vivian Marsh ist der Sohn von Mabel Jane  Wallace und Robert Vivian Marsh.
Er besuchte die Grundschule in Gayle School des Kingston College das Queen’s College in Cambridge, U.K. und wurde 1954 Master der Columbia University.
1952 machte er eine Ausbildung zum Diplomaten der Kolonialbehörde, 1961 wurde ihm ein Diplom in Internationale Beziehungen verliehen.
Er spricht Französisch, Spanisch.
Er ist mit Christine verheiratet, sie haben eine Tochter.
Von 1970 bis 1972 war er Stellvertreter des ständigen Vertreters der jamaikanischen Regierung beim Büro der Vereinten Nationen in Genf.
Von 1972 bis 1975 war er Botschafter in Paris, wo er auch residierte und war gleichzeitig als Botschafter in Bern akkreditiert.
| Vorgänger | Amt                                               | Nachfolger           |
| --------- | ------------------------------------------------- | -------------------- |
| —         | jamaikanischer Botschafter in Paris 1972 bis 1975 | Carmen Yvonne Parris |